# El Djelfa

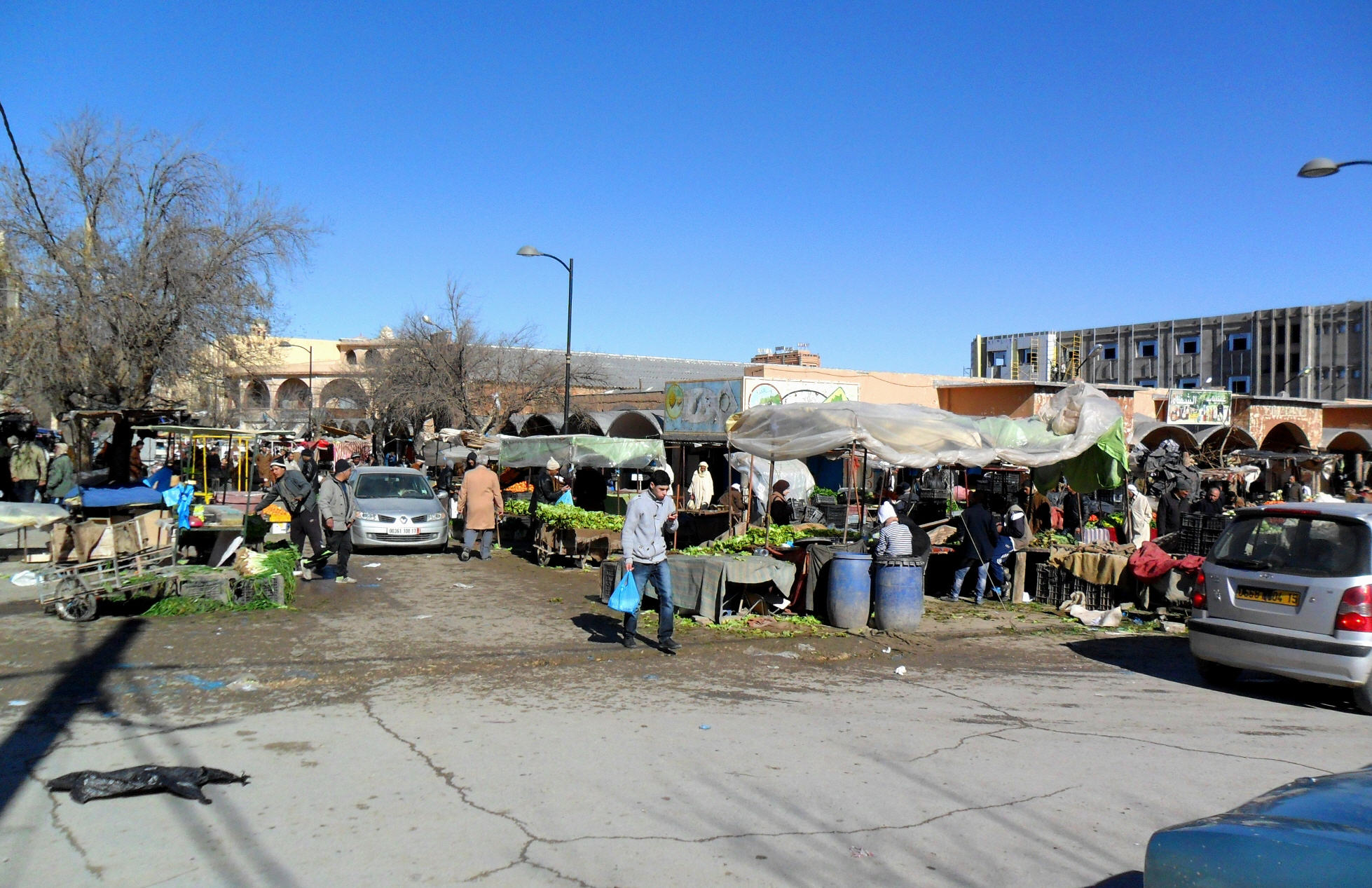
Djelfa – Markt

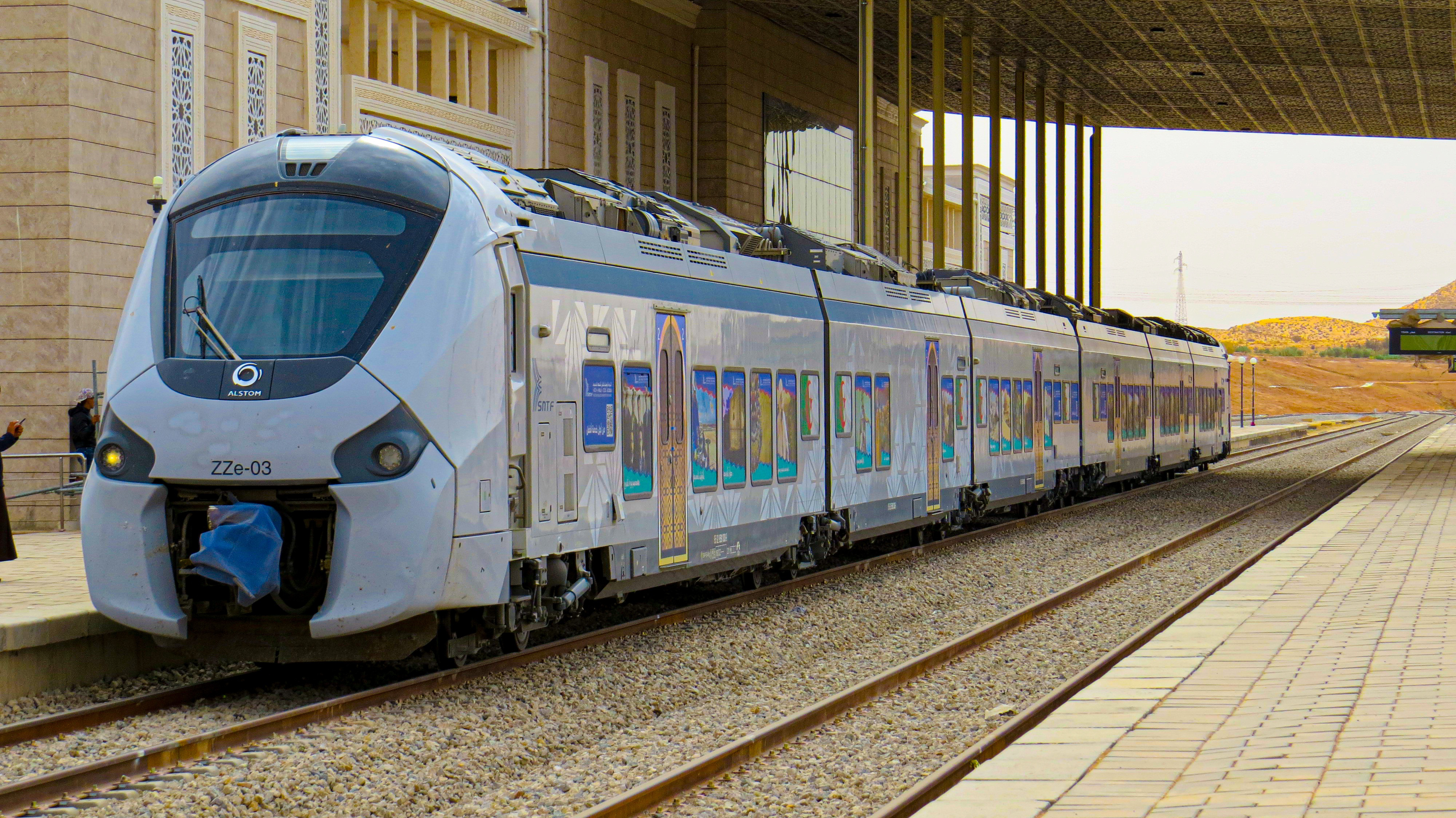
Bahnhof von Djelfa

Die Oasenstadt El Djelfa (oder nur Djelfa, arabisch الجلفة al-Dschilfa, DMG al-Ǧilfa, tamazight ⴵⴻⵍⴼⴰ Ǧelfa) ist die ca. 300.000 Einwohner zählende Hauptstadt der gleichnamigen Provinz Djelfa im zentralen Norden Algeriens.

## Lage und Klima
El Djelfa liegt mitten in den Bergen des bis annähernd 2200 m hohen Saharaatlas in ca. 1135 m Höhe und ist innerhalb eines Radius von 100 km die einzige größere Stadt. Die nördlich gelegene Landeshauptstadt Algier ist knapp 300 km (Fahrtstrecke) entfernt; gut 100 km südwestlich befindet sich die Großstadt Laghouat. Das Klima ist beinahe wüstenartig; Regen (ca. 350 mm/Jahr) fällt überwiegend im Winterhalbjahr.

## Bevölkerung
Im Jahr 1930 hatte der Ort lediglich 2824 Einwohner; sie waren ausschließlich Angehörige der Stammeskonföderation der Ouled Naïl.

## Wirtschaft
In der Umgebung der Stadt gibt es kaum landwirtschaftliche Nutzflächen; die meisten Lebensmittel müssen von der Küstenregion hierher transportiert werden. In der Stadt gibt es vor allem Kleinhändler und Dienstleister aller Art. Besonders bekannt ist sie durch einen Viehmarkt, der für die noch immer anzutreffenden Nomaden und Halbnomaden im Saharagebiet ein wichtiger Umschlagsplatz ist. Seit dem Ende des 20. Jahrhunderts ist die Stadt Sitz einer Universität.

## Geschichte
Anhand von zahlreichen in Stein geritzten Zeichnungen (Petroglyphen), die im Gebiet gefunden wurden, lässt sich schließen, dass schon 7000 bis 5000 Jahre v. Chr. jungsteinzeitliche Menschen dort als Jäger und Sammler durchgezogen sind.
Seit dem Jahr 1852 wurde die relativ abgelegene Stadt als militärischer Außenposten von den Franzosen genutzt. Während des Zweiten Weltkriegs befand sich hier ein französisches Internierungslager.

## Feste
Das Opferfest, auch Eid ul-Adha (arabisch عيد الأضحى, DMG ʿĪdu l-Aḍḥā) ist das höchste islamische Fest. Es wird zum Höhepunkt des Haddsch gefeiert, der Wallfahrt nach Mekka, beginnt jährlich am Zehnten des islamischen Monats Dhū l-Hiddscha und dauert vier Tage. Aufgrund des islamischen Mondkalenders kann das Opferfest zu jeder Jahreszeit stattfinden, es verschiebt sich im Sonnenkalender rückwärts um meist elf Tage pro Jahr. Es geht mit Tänzen der Ouled Naïl und Reitturnieren einher.